# 心脏病
心臟病（cardiovascular disease (CVD)）是心脏疾病的总称，包括风湿性心脏病、先天性心臟病、高血压性心脏病、冠心病、心肌炎等各种心脏病：
- 冠狀動脈性心臟病：由脂质沉积于动脉壁而引起的冠状动脉粥样硬化。
- 心血管病：包括高血压、糖尿病、高胆固醇等影响心血管功能的疾病。
- 肺性心脏病：一种因肺部疾病或胸壁畸形而导致的右心衰竭的疾病。
- 遗传性或先天性心脏病：遗传导致的先天性心脏结构或功能异常。
  - 主動脈瓣狹窄（AS）
  - 心房中膈缺損（ASD）
  - 心內膜墊缺損（ECD）
  - 主動脈窄縮（COA）
  - 開放性動脈導管（PDA）
  - 肺動脈瓣狹窄（PS）
  - 大血管轉位（TGA）
  - 法洛氏四合症（TOF）
  - 心室中膈缺損（VSD）
- 炎性心脏病：如风湿性心脏病、病毒性心肌炎等。
- 扩张性心肌病

心臟病的構成要素之一，就是硬塊斑(plaque）。硬塊斑是一層油油的蛋白質、脂肪（包括膽固醇）、免疫系統細胞以及其他累積在冠狀動脈內壁的物質。如果你的冠狀動脈堆起了硬塊斑，那就表示你已經罹患了某種程度的心臟病。
一旦硬塊斑累積過多，就會導致血流嚴重受阻，胸口將會疼痛難耐，這就是心絞痛。累積得不那麽嚴重、阻塞不到50%動脈的硬塊斑，反倒常常是導致心臟病發的主因。事實上，所有的硬塊斑外頭，都包覆有一層薄膜狀細胞（Cap），能夠把硬塊斑的中心與血流分開。然而，在这些危險的硬塊斑里面，這層薄膜狀細胞卻異常薄而脆弱，因此當血液经過時就會對它們造成侵蝕，甚至使之破裂。一旦這層薄膜狀細胞破裂，硬塊斑的主要內容物就會與血液混合。之後，破裂處附近的血液就會開始凝塊，凝結會不斷加，也會很快地堵住整條動脈。

## 外部連結
- 中的“心脏病”
- European Guidelines on cardiovascular disease prevention in clinical practice (version 2012)
- Heart Disease （页面存档备份，存于） MedicineNet Slides, photos, descriptions